# Tibacuy
Tibacuy es un municipio colombiano del departamento de Cundinamarca, ubicado en la Provincia del Sumapaz, 87 kilómetros de Bogotá, cuyo nombre esta tallado en una montaña.  

## Toponimia

### Origen lingüístico[3]
- Familia lingüística: Chibcha
- Lengua: Muysccubun

### Significado
El topónimo «Tibacuy», en muysc cubun (idioma muisca) significa «jefe oficial». Tibacuy posiblemente pertenece a la lengua general Muisca y presenta los vocablos tiva "compañero, jefe civil", cuy "platero, joyero", ti "canto", "alegrí", fa-ba "ahora", cui-cu "semejante", "oficial", "artífice".

### Origen / Motivación
El nombre del poblado se originó a partir de la denominación del cacique Muysca que gobernó la región a la llegada de los conquistadores españoles; estuvo sometida a Tisquesusa, zipa de Bogotá.

## Historia
El pueblo actual se encuentra situado más abajo que el pueblo aborigen, que era una zona de frontera entre los muiscas y los panches.
El nuevo pueblo fue fundado por el oidor Bernardino de Albornoz entre el 13 y el 17 de febrero de 1592, según consta y figura la declaración juramentada (y haciendo la señal de la cruz) del capitán Francisco Chigacagüentiba en su diligencia de visita a Fusagasugá (Reales Cédulas).
Para esas fechas, según el padrón de indios de Tibacuy, resultaron 371 así: 1 cacique, 5 capitanes, 102 útiles, 5 reservados, 38 ausentes huidos y cimarrones, y 220 de chusma.
La cuchilla que queda detrás del pueblo era llamada Vicacachute (hoy Peña Blanca) que la separa de Cumequetam (Cumaca) y de su loma hoy Quininí que baja en dirección hacia el río Insa (hoy Chocho o río Panche).
En Cumequetam, Tibacuy y Subia, a los indios se les inculcaba la doctrina cristiana por parte de Fray Cayetano Albarracín, que en Tibacuy era hecho en una iglesia de bahareque cubierta de paja donde el padre cuando iba al otro pueblo dejaba algunas imágenes, y las demás, el ornamento y la campana lo lleva al pueblo donde va.
En 1706 se gestionó la división del curato, pues un solo cura no daba abasto para servir tres pueblos a la vez, y teniendo en cuenta que Subia (Usatama) se encontraba una jornada de camino, le era muy complicado al cura estar al frente de las tres iglesias.

## Geografía

### Límite municipal
| Noroeste: Nilo             | Norte: Viotá            | Nordeste: Silvania  |
| Oeste: Nilo                |                         | Este: Fusagasugá    |
| Suroeste: Melgar ( Tolima) | Sur: Icononzo ( Tolima) | Sureste: Fusagasugá |

### División Político-Administrativa
Aparte de su Cabecera municipal, tiene bajo su jurisdicción los siguientes centros poblados: Bateas y Cumaca.
Además, el municipio está compuesto con las siguientes veredas: Albania, Calandaima, Capotes, Caracolí, El Cairo, San Luis Chisque, El Mango, Jericó, La Cajita, La Escuela, La Gloria, La Portada, La Vega, La Vuelta, Naranjal, Piedrancha, San Francisco, San José, San Vicente y Siberia.

## Turismo
Algunos de los lugares turísticos de Tibacuy son los siguientes:
- Caminos Empedrados.
- Cueva del Indio: Desde la cima del cerro tutelar de Quinini, pasando por sus laderas y hasta el valle del río Panches se encuentra una amplia zona con gran profusión de petroglifos y excepcionalmente algunas pictografías.
- Granja Experimental del Comité de Cafeteros.
- Cerro Quininí: donde se encuentra la famosa Cueva de los Panches, en la que estos escondieron armas y tesoros.
- Cueva de San Antonio: en la que se puso la imagen de este Santo, que luego fue descabezada.
- Alto de Peñas blancas : permite una vista 360° a los municipios vecinos.

## Festividades
- Puente de San Pedro festival cafetero.
- Puente de la Raza 12 de octubre, ferias inspección de Cumaca.
- 13 de diciembre misa en honor a Santa Lucía, además de las tradicionales ferias de Tibacuy.
- Último domingo de cada mes Feria Ganadera.

## Servicios públicos
- Energía Eléctrica: Enel, es la empresa prestadora del servicio de energía eléctrica.
- Gas Natural: Alcanos de Colombia es la empresa distribuidora y comercializadora de gas natural en el municipio.